# Schmale Straße 59 (Quedlinburg)

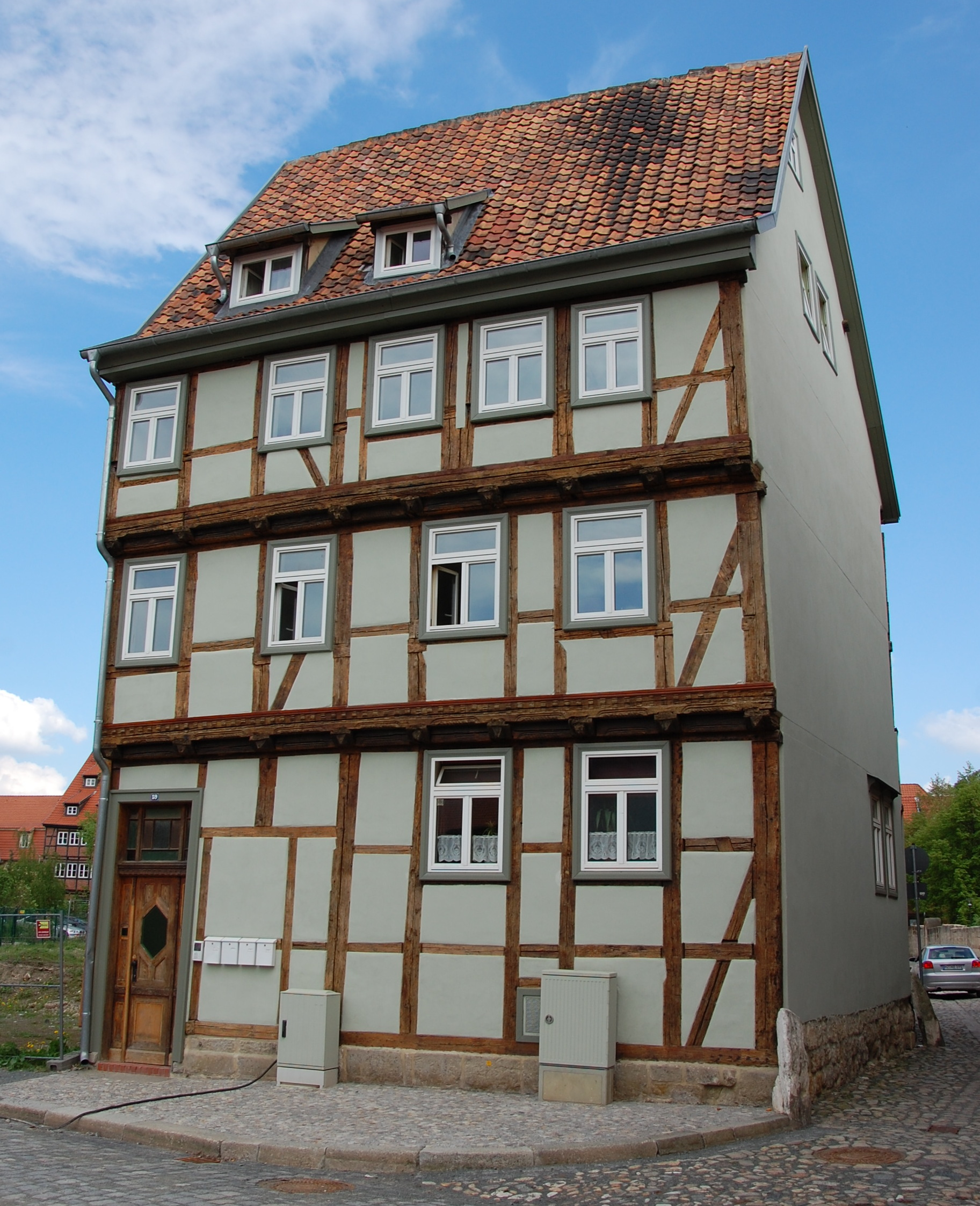
Haus Schmale Straße 59

Das Haus Schmale Straße 59 ist ein denkmalgeschütztes Gebäude in der Stadt Quedlinburg in Sachsen-Anhalt.

## Lage
Es befindet sich im nördlichen Teil der historischen Quedlinburger Altstadt auf der Ostseite der Schmalen Straße an der Einmündung der Essiggasse. Das zum UNESCO-Weltkulturerbe gehörende Gebäude ist im Quedlinburger Denkmalverzeichnis als Wohnhaus eingetragen.

## Architektur und Geschichte
Das hohe dreigeschossige Fachwerkhaus wurde im Jahr 1680 gebaut, die oberen Geschosse kragen jeweils etwas vor. Der Dachstuhl stammt noch aus der Bauzeit. Die Fassade wurde im 19. Jahrhundert verputzt und das Gebäudeinnere umgebaut. Nach einer Sanierung Anfang des 21. Jahrhunderts präsentiert sich die straßenseitige Fassade wieder unverputzt.